# 내 사랑 찾기
《내 사랑 찾기》(April Flowers)는 미국에서 제작된 크리스토퍼 테드릭 감독의 2017년 멜로/로맨스, 코미디 영화이다. 셀리나 제이드 등이 주연으로 출연하였다.

## 출연

### 주연
- 셀리나 제이드
- 존 플레처
- 케이트 미들턴

### 조연
- 케어 둘리
- 미아 딜론
- 와이 칭 호

## 기타
- 미술: 샌디 야클린
- 의상: 안젤리나 스칸틀레버리